# Giacomo Tebaldi
Giacomo Tebaldi, surnommé le cardinal de Montefeltro (né à Rome, capitale de l'Italie, alors des États pontificaux, et mort à Rome le 4 septembre 1466) est un cardinal italien du XVe siècle.

## Biographie
Giacomo Tebaldi est gouverneur de Spolète et puis de Pérouse. Il est nommé évêque de Montefeltro en 1450 et promu archevêque de Naples en 1456. 
Le pape Calixte III le crée cardinal lors du consistoire du 17 décembre 1456. Il est camerlingue du Sacré Collège en 1458.
Le cardinal Tebaldi participe au conclave de 1458, lors duquel Pie II est élu pape, et au conclave de 1464, avec l'élection de Paul II.